# تپه گوان نی
تپه گوان نی مربوط به دوره اشکانیان است و در شهرستان مریوان، بخش مرکزی، روستای نی واقع شده و این اثر در تاریخ ۲۷ مرداد ۱۳۸۲ با شمارهٔ ثبت ۹۶۳۳ به‌عنوان یکی از آثار ملی ایران به ثبت رسیده است.